# Virginia Water Lake
Virginia Water är en sjö i Storbritannien.   Den ligger i riksdelen England, i den södra delen av landet, 30 km väster om huvudstaden London. Virginia Water ligger 40 meter över havet. Arean är 0,24 kvadratkilometer. I omgivningarna runt Virginia Water växer i huvudsak blandskog. Den sträcker sig 0,6 kilometer i nord-sydlig riktning, och 1,3 kilometer i öst-västlig riktning.